# Глава (архитектура)
Глава́ в архитектуре — декоративное покрытие, расположенное над куполом храма и устраиваемое на световом барабане. Главка — глава, устроенная на декоративном (глухом) барабане. В историко-архитектурном и реставрационном обиходе о главах часто говорят и в широком смысле — как о завершении храма, состоящем из барабана, купола и купольного покрытия.
Соответственно, к главам часто относят и простейшие посводные покрытия (металлом либо лемехом непосредственно по своду).

## Формы глав
Главы бывают шлемовидными, луковичными, грушевидными, зонтичными, конусовидными и т. п.
Необходимо различать простейшее посводное покрытие (не являющееся главой в узком смысле) и шлемовидную главу (когда благодаря каменным или деревянным декоративным надкладкам глава принимает форму, близкую к форме древнерусского шлема).
Разница между шлемовидными и луковичными главами такова: у луковичных глав верх также килевидный, однако максимальный диаметр главы превышает диаметр барабана, то есть присутствует визуальная «бочкообразность». Высота луковичной главы, как правило, не меньше её ширины. У шлемовидной главы высота всегда меньше её ширины.
Грушевидные главы характерны для «украинского барокко», зонтичные и конусовидные — для закавказской архитектуры. В древнерусском зодчестве и в соответствующей иконографии они практически отсутствовали.

## Генезис глав древнерусских храмов
Относительно генезиса форм древнерусских глав в XIX веке устоялись стереотипы, продержавшиеся до конца XX века:
 — «византийская» посводная форма купольных покрытий имела место в большинстве княжеств домонгольской Руси (Киев, Чернигов, Смоленск и пр.);
 — шлемовидные главы преобладали в домонгольском Владимиро-Суздальском княжестве, затем такая форма глав была воспринята в Тверском и Московском великих княжествах, а затем и в централизованном Русском государстве;
 — луковичные главы появились (эпизодически) во второй половине XVI века, а в XVII веке стали массовым явлением.
В середине XX века Б. А. Рыбаков и Н. Н. Воронин впервые поставили под сомнение эти стереотипы. На рубеже XX и XXI веков ряд их предположений обосновал С. В. Заграевский. Современный взгляд на генезис древнерусских глав следующий:
 — в домонгольское время повсеместно (в том числе и в Северо-Восточной Руси) распространены простейшие посводные покрытия, существование каких-либо декоративных купольных покрытий не доказано;
 — со второй половины XIII до конца XVI века повсеместно распространены луковичные главы, в том числе в шатровом зодчестве XVI века. Посводные покрытия домонгольского времени теоретически могли сохраняться на некоторых второстепенных храмах, но к концу XVI века они уже были повсеместно заменены на луковичные. Существование любых иных форм купольных покрытий (шлемовидного, зонтичного, конусовидного и пр.) не доказано.
 — с конца XVI до середины XVII века повсеместно распространены луковичные главы, в том числе в шатровом зодчестве, существование любых иных форм купольных покрытий не доказано.
 — с середины XVII до конца XVIII века на многих храмах луковичные главы заменяются шлемовидными в целях стилизации «под старину», в большинстве случаев через несколько десятилетий на этих храмах вновь возводятся луковичные главы.
В соответствии с современными представлениями, луковичные главы были изобретены в Древней Руси без каких-либо внешних влияний либо заимствований (нигде в мире луковичные главы не появились ранее, чем на Руси).

## Цвет глав
При наличии финансовых возможностей главы в Древней Руси золотились, но гораздо чаще они крылись лемехом либо металлом, выкрашенным в любой светостойкий цвет.
В современных храмах РПЦ формально не регламентирует форму и цвет глав. Выбор этих параметров производится исходя из исторического контекста, практических и эстетических соображений.